# Soroveta
Soroveta é um género monotípico de plantas com flores pertencentes à família Restionaceae. A única espécie é Soroveta ambigua.
A sua área de distribuição nativa é o sudoeste de Transvaal, na África do Sul.